# San Quintin, Abra
San Quintin là một đô thị hạng 5 ở tỉnh Abra, Philippines. Theo điều tra dân số năm 2007, đô thị này có dân số 5.341 người trong 946 hộ.
Sản phẩm chính của địa phương là gạo, ngô.

## Các khu phố (barangay)
San Quintin được chia thành 6 khu phố (barangay).
| Barangay       | Dân số (2007) | Sitio                               |
| -------------- | ------------- | ----------------------------------- |
| Labaan         | 928           | 4: Vica, Mausoc, Carsuan, Cabaruyan |
| Palang         | 583           | 1: Talaytay                         |
| Pantoc         | 683           | 2: Magmagey, Sabulod                |
| Poblacion      | 787           | 2: Poblacion East, Poblacion West   |
| Tangadan       | 1.331         | 2: Presentar, Paypayao              |
| Villa Mercedes | 1.029         | 2: Purok, Barit-Barit               |

## Kết quả bầu cử năm 2007
| Chức vụ          | Ứng cử viên                  | Tổng số phiếu bầu |
| ---------------- | ---------------------------- | ----------------- |
| Thị trưởng       | Amador Baldos Diaz           | 2.184             |
| Phó thị trưởng   | Geroldo Cabilan Aznar        | 1.760             |
| Ủy viên hội đồng | Mario Donato Ferrer          | 1.895             |
| Ủy viên hội đồng | Arsenio Calibuso Liberato    | 1.839             |
| Ủy viên hội đồng | Marcelino Cardenas Hernandez | 1.811             |
| Ủy viên hội đồng | Hector Bacungan Munar        | 1.767             |
| Ủy viên hội đồng | Frankie Silva Garde Sr.      | 1.728             |
| Ủy viên hội đồng | Cristeto Florentino Cochay   | 1.654             |
| Ủy viên hội đồng | Villarin Placido Severino    | 1.624             |
| Ủy viên hội đồng | Dionisio Callos Claveria     | 1.469             |